# Берёзка (Себежский район)
Берёзка — деревня в Себежском районе Псковской области России. Входит в состав городского поселения Себеж.
Численность населения деревни по оценке на начало 2001 года составляла 342 жителя.

## География
Расположена в пределах Прибалтийской низменности, в зоне хвойно-широколиственных лесов, к северо-востоку от города Себеж на дороге в Пустошку.

## Климат
Климат, как и во всем районе, умеренно континентальный. Характеризуется мягкой зимой, относительно прохладным летом, сравнительно высокой влажностью воздуха и значительным количеством осадков в течение всего года. Средняя температура воздуха в июле +17 °C, в январе −8 °C. Средняя продолжительность безморозного периода составляет 130—145 дней в году. Годовое количество осадков — 600—700 мм. Большая их часть выпадает в апреле — октябре. Устойчивый снежный покров держится 100—115 дней; его мощность обычно не превышает 20-30 см.

## История
В 1941—1944 гг. местность находилась под фашистской оккупацией войсками Гитлеровской Германии.
Деревня Берёзка в советские и постсоветские годы входила в Ленинский сельсовет, который Постановлением Псковского областного Собрания депутатов от 26 января 1995 года переименован в Ленинскую волость.
Законом Псковской области от 28 февраля 2005 года Ленинская волость была упразднена, а с 1 января 2006 года её территория, в том числе деревня Берёзка, вместе с городом Себеж составили новосозданное муниципальное образование Себеж со статусом городского поселения.

## Население
| 2001 | 2002 | 2010 |
| ---- | ---- | ---- |
| 342  | ↘280 | ↘217 |

### Национальный и гендерный состав
Согласно результатам переписи 2002 года, в национальной структуре населения русские составляли 96 % от общей численности в 280 чел., из них 117 мужчин, 163 женщины.

## Инфраструктура
Себежский щебёночный завод.

## Транспорт
Деревня доступна автомобильным и железнодорожным транспортом. Остановка общественного транспорта. Остановочный пункт Щебзавод.
К Берёзке подходит автодорога общего пользования местного значения «От а/д Толкачево-Себеж-Заситино км.26+520 до п. Березка» (идентификационный номер 58-254-501 ОП МП 58Н-021), протяженностью в 4 км. В границах населённого пункта проходит автомобильная дорога общего пользования местного значения (идентификационный номер 58-254-501 ОП МГ 58Н-003), протяженностью в 2,51 км.